# Heinrich von der Haar

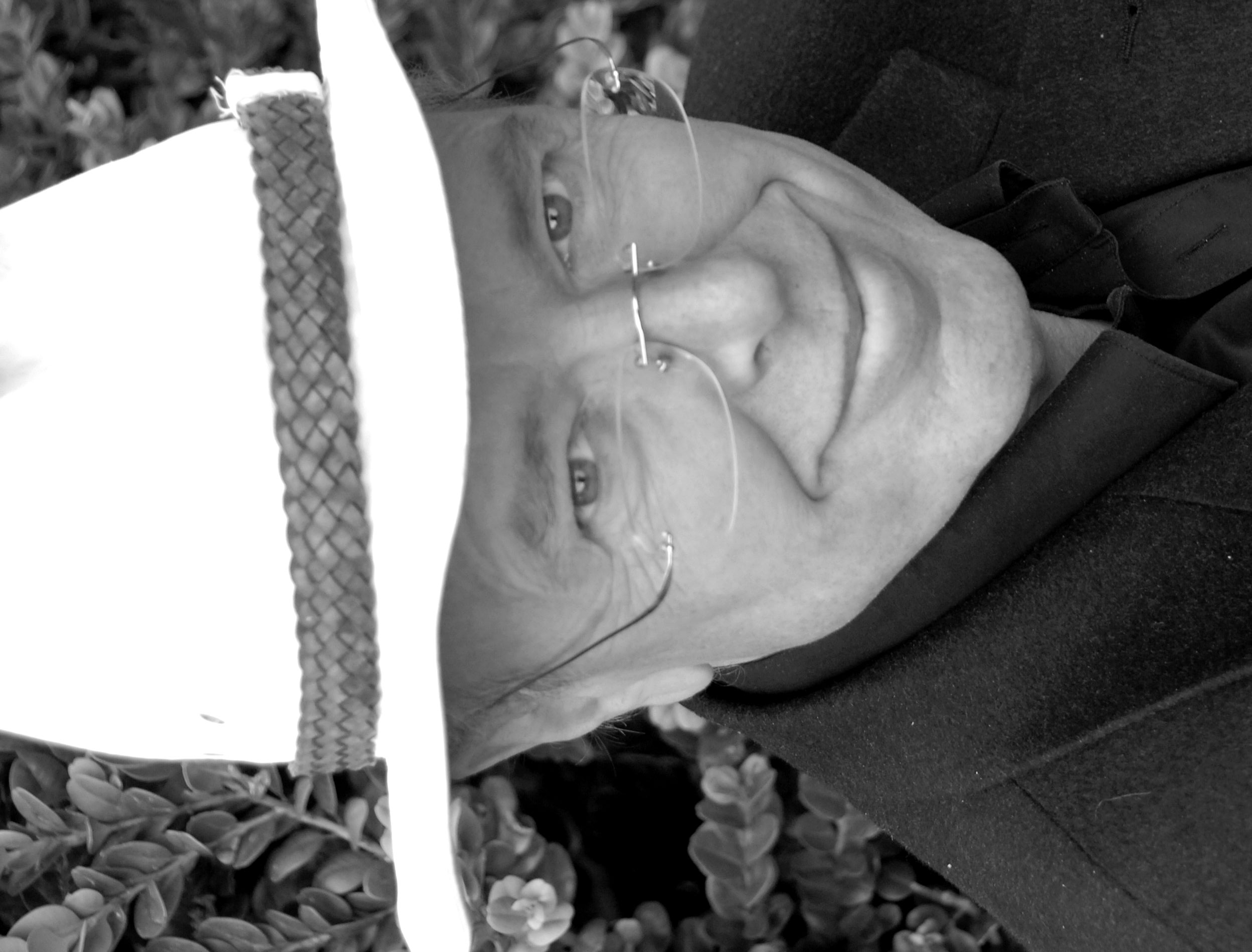
Heinrich von der Haar 2006

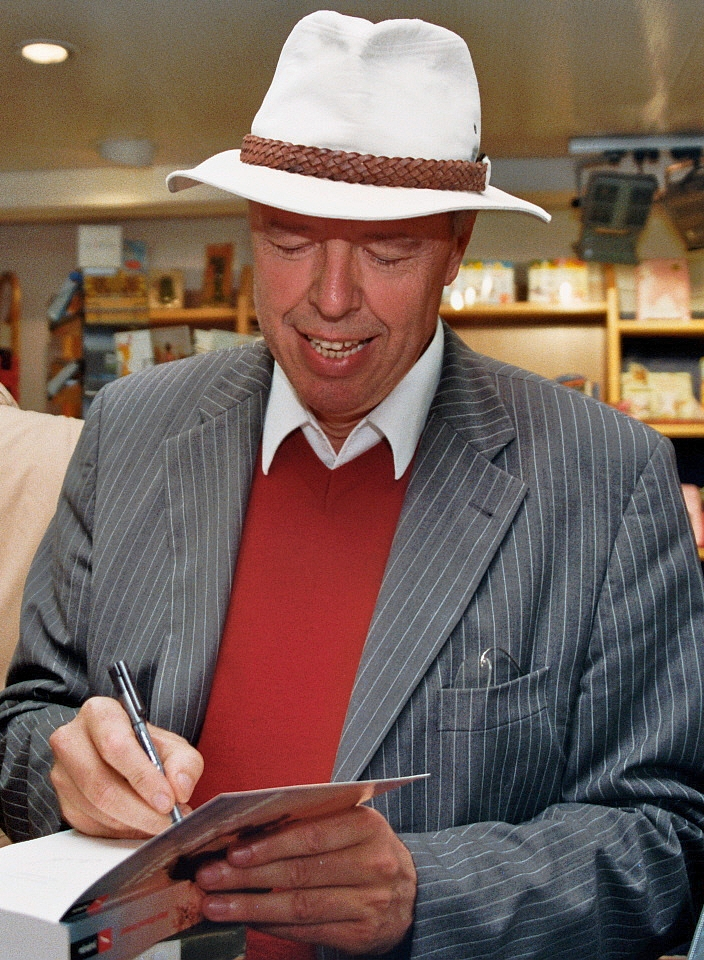
Heinrich von der Haar signiert ein Exemplar seines Buches Mein Himmel brennt (2010).

Heinrich von der Haar (* 25. Juni 1948 in Hopsten) ist ein deutscher Soziologe, Roman-Schriftsteller und Sachbuch-Autor.

## Leben
Heinrich von der Haar wuchs als siebtes von elf Geschwistern in der Hopstener Bauerschaft Staden auf einem kleinen Bauernhof auf. Nach acht Jahren in der katholischen Volksschule besuchte er die Handelsschule in Ibbenbüren und erreichte nach einer Banklehre das Abitur auf dem Zweiten Bildungsweg am bischöflichen Overberg-Kolleg in Münster.
Heinrich von der Haar, der seit 1971 in Berlin lebt, studierte dort und in Augsburg. Er schloss seine Studien als Diplom-Soziologe, Diplom-Kaufmann und als Diplom-Handelslehrer ab. 1982 wurde er an der Technischen Universität Berlin zum Thema „Jugendarbeitslosigkeit und soziale Sicherung“ zum Dr. phil promoviert. Als Berufsschullehrer unterrichtete er am Oberstufenzentrum (OSZ) Handel in Berlin-Kreuzberg. Er war als Studiendirektor für Politik sowie als Fachseminarleiter in der Lehrerausbildung beim Berliner Schulsenat tätig.
Auslöser seines schriftstellerischen Schaffens waren Gewalt und Missbrauchserfahrungen in seiner Kindheit sowie als Lehrer in der Berufsschule.

## Werke
Seit dem Jahr 2000 ist er als Schriftsteller tätig.
Sein Roman Mein Himmel brennt trägt autobiografische Züge. In ihm beschreibt Heinrich von der Haar die Verhältnisse im Münsterland der 1950er Jahre. Ein dicht gewobenes Bezugssystem aus landschaftlicher Schönheit und menschlicher Gefühlskälte. Über Traditionen und aussterbende Bräuche, Tabus und Tabubrüche. Ein mit viel Liebe zum Detail entworfenes Sittengemälde. Ein belletristisches Feuerwerk.
Sein zweiter Roman Der Idealist schildert den Zeitgeist der 1970er Jahre. "Der Idealist erzählt die Fluchtgeschichte des jungen Heiner von der Tann aus einer grausamen Kindheit in die Aus- und Aufbruchkämpfe der alternativen Szene im West-Berlin der 70er Jahre." "Ein Buch des Scheiterns von Idealisten und auch des Platzens von Utopien"
Sein dritter Roman Kapuzenjunge erzählt in verschiedenen Lebensabschnitten die Erlebnisse des alleinerziehenden Heiners mit seinem adoptierten libanesischen Waisenjungen Jani. Ein ... Buch, dem viele Leser zu wünschen sind, weil angesichts der vielen Konfliktherde auf der Welt die Zahl vernachlässigter und entwurzelter Kinder eher noch zunehmen dürfte. Der Roman zeigt ein ungeschminktes Bild der Berliner Gesellschaft unserer Zeit. Ein Kampf um Liebe und Verachtung.
Sein Roman RikschaTango handelt von einem leidenschaftlichen Tangotänzer, der glaubt, dank seiner Tanzkunst auch mit sechzig noch bei allen Frauen sein Glück finden zu können. Doch er lässt alle stehen, als er auf eine rätselhafte und begehrte Schönheit trifft. Mit ihr zu tanzen ist wie ein Traum. Aber Herzen können brechen. Liebesroman zwischen Tango und Rikscha.
Er ist außerdem Verfasser soziologischer und pädagogischer Fachbücher sowie Mitverfasser sozialpädagogischer Schriften.

## Mitgliedschaften
- 42erAutoren e. V., Putlitz[18]
- Verband deutscher Schriftstellerinnen und Schriftsteller[19]
- Seit 2013 Vorsitzender des Literatur-Kollegiums Brandenburg e. V., Potsdam[20]
- Gesellschaft für neue Literatur Berlin e. V.

## Auszeichnungen
- 2010: 1. Preis des Wettbewerbs von romansuche.de für Mein Himmel brennt[21]
- 2011: Nominierung der Drehbuch-Adaption des Romans Mein Himmel brennt für den Drehbuchförderpreis Münster.Land Geschichten für die Provinz der Stadt Münster, Filmservice Münster.Land (mit Heike Prassel)[22]
- 2020: Publikumspreis für Mein Himmel brennt in der Nacht der Poesie des Literatur-Kollegiums Brandenburg e. V. im Potsdamer Museum der Alexandrowka[23]

## Schriften
Romane

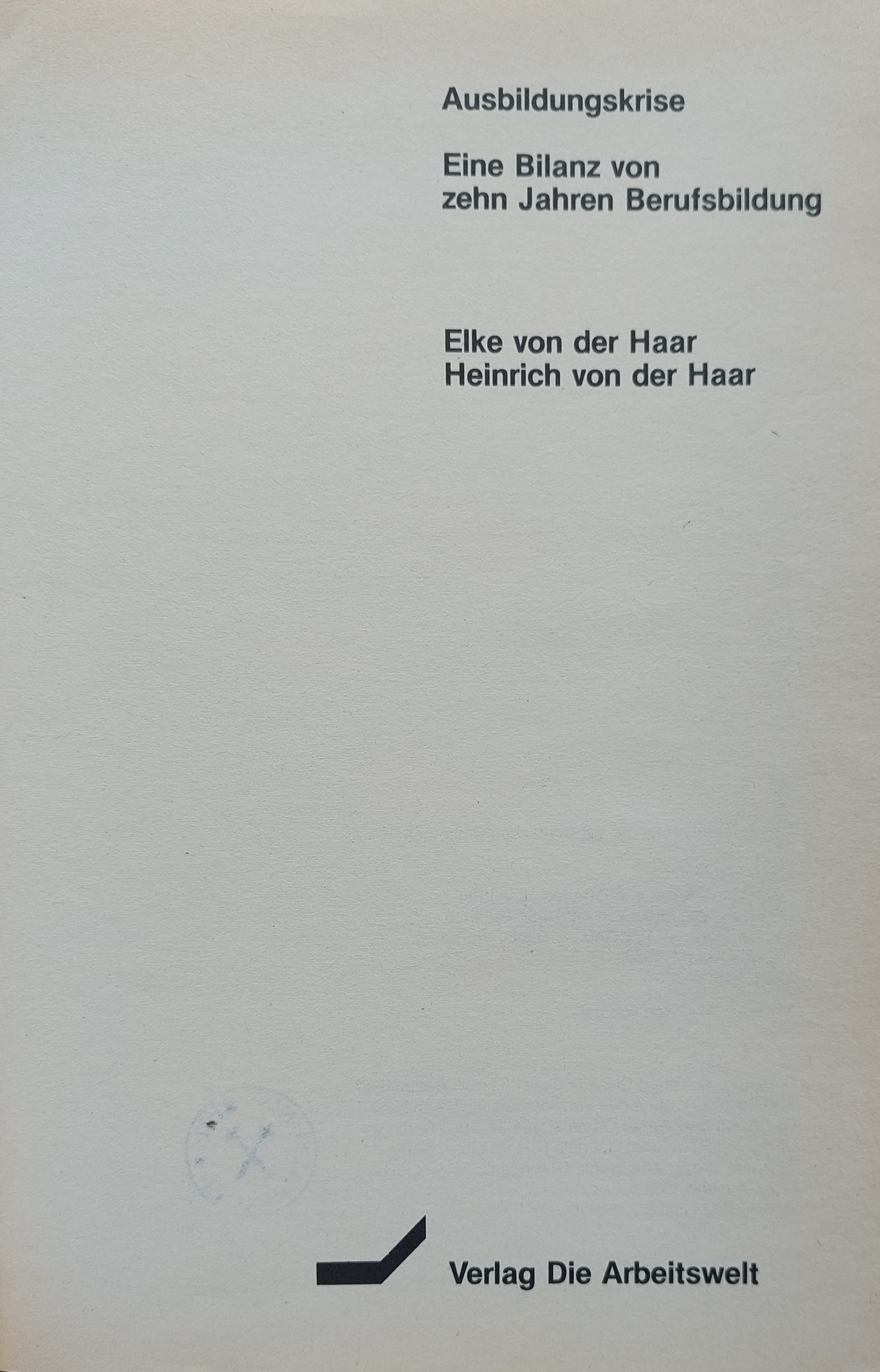
Ausbildungskrise (1986)

- Mein Himmel brennt. Die Geschichte einer Kindheit im Münsterland. KaMeRu-Verlag, Zürich 2010, ISBN 978-3-906739-59-5 (4., überarbeitete Auflage 2020 im Verlag Kulturmaschinen, Hamburg, ISBN 978-3-96763-016-9).
- Der Idealist. Die Geschichte eines jungen Münsterländers in Berlin. Kulturmaschinen, Hamburg, 2. Auflage 2019, ISBN 978-3-96763-012-1.
- Kapuzenjunge. Eine Vater-Sohn-Geschichte im Berlin der 90er Jahre. Kulturmaschinen, Hamburg 2019, 2. Auflage, ISBN 978-3-96763-004-6.
- RikschaTango. Oskars fünfte Dimension. Kulturmaschinen, Hamburg 2021, 1. Auflage, ISBN 978-3-96763-158-6.

Sachbücher
- mit Elke von der Haar: Kinderarbeit in der Bundesrepublik und im Deutschen Reich. Eine Bestandsaufnahme über Ausmaß und Folgen der Beschäftigung von Kindern und über den gesetzlichen Kinderarbeitsschutz. Verlag Die Arbeitswelt, Berlin 1980, ISBN 3-88114-224-X.
- Didaktik und Methode des Transparenteinsatzes. Kiehl, Ludwigshafen 1980, ISBN 3-470-70771-5.
- mit Elke von der Haar: Jugendarbeitslosigkeit und soziale Sicherung. Eine Studie zur materiellen und sozialen Notlage arbeitsloser Jugendlicher. Verlag Die Arbeitswelt, Berlin 1982, ISBN 3-88114-302-5. (teilweise zugleich Heinrich von der Haars Dissertationsschrift.)
- Politische Meinungsbildung durch Massenmedien (Unterrichtseinheiten). Pad, Dortmund 1984, ISBN 3-88515-027-1.
- mit Elke von der Haar: Keine Lehrstelle – was tun? Freitag-Verlag, Berlin 1984, ISBN 3-88796-024-6.
- mit Elke von der Haar: Ausbildungskrise. Verlag Die Arbeitswelt, Berlin 1986, ISBN 3-88114-306-8.
- als Mitverfasser: Leitfaden Jugendberatung Fortbildungsprojekt Jugendberatung. Ein Handbuch für die Praxis der Sozialarbeit, Sozialpädagogik, Schule und Ausbildung. Fachhochschule für Sozialarbeit und Sozialpädagogik, Berlin 1989, ISBN 3-9802082-0-6 (5. Auflage dort 1992, ISBN 3-9802082-4-9).
- Kinderarbeit in Deutschland. Dokumentation und Analyse. Kulturmaschinen, Hamburg, 3. Auflage 2020, ISBN 978-3-96763-035-0.

Beiträge in Anthologien
- Einer muss weg. In: Peter Marchand, Lothar Ruhlig (Hrsg.): Nacht der Poesie 2014. Verlag epubli, Berlin 2014, ISBN 978-3-7375-1261-9.
- Im Mai 1974 – Zu den Bananen. In: SchriftZüge. Brandenburgische Blätter für Kunst und Kultur. Jg. 17, H. 13, Potsdam 2015, ISSN 1619-6376.
- Geschichte einer Kindheit. In: Barndom i Sverige – Kindheit in Deutschland. Verlag Heidi Ramlow, Berlin 2015, ISBN 978-3-939385-07-3. (deutsch–schwedisch)
- Mein Himmel brennt. In: Heinrich von der Haar (Hrsg.): Dzieciństwo w Polsce – Kindheit in Deutschland. Verlag Heidi Ramlow, Berlin 2015, ISBN 978-3-939385-08-0. (deutsch–polnisch)
- Den Wurzeln entkommt man nicht. In: Heinrich von der Haar (Hrsg.): Dzieciństwo w Polsce – Kindheit in Deutschland. Verlag Heidi Ramlow, Berlin 2015, ISBN 978-3-939385-08-0. (deutsch–polnisch)
- Lecker. In: Stadt- und Landleben. Hrsg. Literatur-Kollegium Brandenburg e. V. Potsdam 2015.[24]
- Nachtschattengewächse. In: daheim & unterwegs. Hrsg. VS Verband deutscher Schriftsteller. Verlag vbb, Berlin 2016, ISBN 978-3-945256-65-7.
- Mein Dorf. In: Stadt- und Landleben. Hrsg. Literaturclub am Haus der Begegnung. Potsdam 2018.[25]
- Vom Mistvieh zum Fabelwesen. In: Perspektivwechsel. Hrsg. Barbara Fellgiebel. Heidi Ramlow Verlag, Berlin 2019, ISBN 978-3-939385-12-7.
- Nie wieder eine Heimat finden. In: reibeisen. Das Kulturmagazin aus Kapfenberg, Nr. 36. Hrsg. Europa-Literaturkreis Kapfenberg. Kapfenberg 2019, ISSN 1810-0473.[26]
- Backofenwärme für die Nacht. In: Lust auf Mehr. Hrsg. Reimer Boy Eilers und Sven J. Olsson. Kulturmaschinen Verlag, Hamburg 2020, ISBN 978-3-96763-119-7.

Herausgeberschaften
- Dzieciństwo w Polsce, Dzieciństwo w Niemczech – Kindheit in Polen, Kindheit in Deutschland. Verlag Heidi Ramlow, Berlin 2015, ISBN 978-3-939385-08-0 (2. erweiterte Auflage im Verlag Heidi Ramlow, Berlin 2016, ISBN 978-3-939385-10-3).

## Rezensionen
Selten hat mich ein Roman so stark eine Zeitepoche nacherleben lassen. (...) Ein Sittenbild der Fünfzigerjahre. Zitat zum Roman Mein Himmel brennt von Petra Nouns
Über das Ringen um Ideale und Kompromisse, um Engagement und Aufstieg, um Wegwollen und Versöhnung mit seiner Herkunft – lesenswert! Zitat zum Roman Der Idealist von Peter Braune
Die Geschichte einer Vater-Sohn-Beziehung (...) handelt von der Identitätssuche sowohl eines bildungsbesessenen Weltverbesserers als auch eines immigrierten Jugendlichen. (...) Der Leser kann sich dem Sog widersprüchlicher Begebenheiten nicht entziehen. (...) In passgenauen, vergleichenden Metaphern und sparsamen Naturschilderungen entfaltet sich des Autors sprachlicher Feinsinn. Zitat zum Roman Kapuzenjunge von Jens Grandt
Ein unterhaltsamer Tangoroman im Berliner Milieu – von luftigen Chimären, die wie auch der Tanz geerdet werden wollen. Zitat zum Roman RikschaTango von Judith Preuss, malajunta Berlin
Heinrich von der Haar gewährt uns sensibel tiefe Einblicke in die Verletzlichkeiten des modernen MannSeins und zeigt uns anschaulich und kurzweilig, wie dieser Mann sich zwischen all den vertrackten Verlockungen fröhlich freier Frauen mit dem Recht auf „female choice“ von Hoffnung nährt. Tom Opitz, Tangotänzer
Anschaulich und mit vielen Dokumenten wird der Wandel der Kinderarbeit in Deutschland belegt. Die Stärke des Buches liegt in der Sichtweise, die Beschränkung und Veränderung der Kinderarbeit nicht auf einen Wandel der Moralvorstellungen zurückzuführen, sondern als Ergebnis veränderter ökonomischer und politischer Bedingungen aufzuzeigen. Zitat zum Sachbuch Kinderarbeit in Deutschland von Birgit Peuker